# サーバル
サーバル (Leptailurus serval) は、哺乳綱食肉目ネコ科サーバル属に分類される食肉類。本種のみでサーバル属を構成する。

## 分布
主にサハラ砂漠以南のアフリカ大陸（後述の例外あり）
モロッコには小規模な個体群が隔離分布する。アルジェリアでは絶滅したと考えられ、チュニジアには再導入された。

## 形態
頭胴長（体長）オス59 - 92センチメートル、メス63 - 82センチメートル。尾長20 - 38センチメートル。体重オス7.9 - 18キログラム、メス6 - 12.5キログラム。尾長は、体長の約3分の1と短い。全身は柔らかい体毛で密に被われる。体毛は短くやわらか。体色は黄色や黄褐色で、腹面や四肢の内側は白っぽい。小さな黒い斑点が入るが、頸部や肩・肘では斑点が筋状になる。尾は黒い輪状の斑紋が入り、先端は黒い。赤道付近（南北5度ほどまで）の多湿な高原（エチオピア・ケニア・タンザニア）では黒化個体（メラニズム）もみられるが、ケニアの乾燥したサバンナ・ガボン南東部・中央アフリカ共和国南東部でみられることもある。西アフリカの個体群は体色が濃く斑点が小型なことから、別種Felis servalinaとみなされたこともある。
頭部は小型。耳介は大型で、先端は丸みをおびる。四肢は長い。
染色体数は、2n = 36。

## 分類
以前はネコ属やオオヤマネコ属に分類されることもあった。分子系統推定ではアフリカゴールデンキャットやカラカルからなる単系統群の姉妹群と推定され、Caracal属に含める説もある。アフリカゴールデンキャットやカラカルと共通の祖先から、5,400,000年前に分岐したと推定されている。
体色や斑点の変異が大きく亜種の分類は混乱しており、17亜種(Allen,1939)、6亜種(Smithers,1978)、7亜種(Nowell & Jackson,1997)とする説もあった。
以下の亜種の分類・分布は、IUCN SSC Cat Specialist Group(2017)に従う
Leptailurus serval serval (Schreber, 1776)
アフリカ大陸南部
Leptailurus serval constantinus (Forster, 1780)
アフリカ大陸西部・中部
Leptailurus serval lipostictus (Pocock, 1907)
アフリカ大陸東部
飼育下ではカラカル、ヨーロッパヤマネコ、イエネコと種間雑種を形成した例がある。

## 生態
サバンナや草原・森林などに生息し、沼沢地や河川の周囲を好む。熱帯雨林には生息しないが、森林と草原が点在した環境や森林内の開けた環境でみられることもある。夜行性だが、昼間に活動することもある。単独で生活するが、ペアで行動することもある。縄張りを形成するが、他個体には寛容で行動圏も重複する。捕食者や人間に襲われると、樹上へ逃げることもある。
アフリカタケネズミ属Tachyoryctesやアラゲジリス属・コツメデバネズミ属Cryptomys・タチチネズミ属Mastomys・ホップネズミ属Otomysなどの齧歯類などを含む小型哺乳類、キンランチョウ属Euplectesやハタオリ属Ploceusといったハタオリドリ類などの鳥類を食べるが、卵、爬虫類、カエル、魚類、昆虫、カニなどを食べた例もある。主に小型哺乳類を食べ、ジンバブエでの65件の胃の内容物調査では97 %を小型哺乳類、糞の内容物調査では南アフリカ共和国で93.5 %・ウガンダで80 %以上が齧歯類などが占めていたという報告例もある。ノウサギ属や、少数ではあるが大型の獲物として小型レイヨウの幼獣、コウノトリ類・サギ類・フラミンゴ類・ホロホロチョウ類などの大型の鳥類を捕食した例もある。草本や、バナナやアボカド類の果実を食べた例もある。主に薄明薄暮時や夜間に狩りを行うが、寒冷な地域や育児中の母親・人間の影響がない地域などでは主に昼間に狩りを行う。主に聴覚で獲物を探し、獲物を見つけると最大で高さ1.5メートル・幅3.6メートルをアーチ状に跳躍してから前肢を獲物を叩きつけ時には気絶させる。跳躍して、空中にいる鳥類に襲いかかることもある。獲物は頭部や頸部に噛みついて殺す。パフアダーやコブラ類などの毒ヘビ類は頭部を何度も殴打して気絶させ、安全を確保してから頭部に噛みついて殺す。捕食者としてヒョウ・ライオン・ナイルワニ、イヌが挙げられ、幼獣がゴマバラワシに捕食された例もある。
雄は縄張りを持つが、縄張りの境はあまり厳格ではない。雌は雄の縄張りの中を自由に行き来する。雌は気に入った雄と交尾をする。妊娠期間は67 - 77日。岩の割れ目や草むらの中に作った巣穴・ツチブタやヤマアラシ類の古巣などで、出産する。1回に2 - 3頭の幼獣を産むが、飼育下では6頭の幼獣を産んだ例もある。野生下では生後11年の個体が、飼育下では生後14年の個体が出産した例もある。子供の体重は230-260グラム。母親のみが育児を行う。授乳期間は6か月。子供は6か月ほど母乳を飲むが、2か月弱で母親がしとめた獲物も口にするようになる。母親は狩りに出るとき、幼体を置き去りにして狩りに向かうが、このときヤマアラシやツチブタなどが破棄した場所などを育児用の巣として使い、子供を隠している。子供はその間、眠ったり、お互いにじゃれ合って遊んだりしながら、母親の帰りを待つ。生後10か月ほどになると、自ら狩りをするようになり、雄は12か月ほどで巣立っていく。雌もそのしばらく後に独り立ちをする。飼育下ではオスは生後17 - 26か月、メスは生後15 - 16か月で性成熟した例がある。野生下で長期生存例は11年、飼育下での長期生存例は22年という記録がある。
多くの生息地域では食物連鎖の頂点近くに位置している（頂点捕食者に近い）ので、外敵は少ない。もっとも、他の肉食獣と同様に、幼獣は他の肉食獣や猛禽の獲物として狙われやすく、生息地域の重なるハイエナは特に警戒すべき捕食者となっている。このため、母親は危険を察知すると巣を移動することがある。

## 人間との関係
名前は元々はポルトガル語でスペインオオヤマネコを指していた、lobo-cerval（シカのようなオオカミ）が転じたとする説や、ポルトガル語で「猟犬」を意味する語に由来するという説がある。

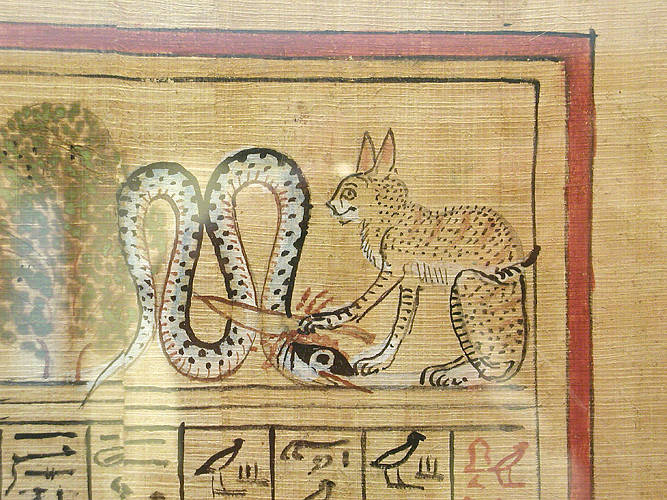
フェネフェルのパピルスに描かれたサーバル

古くは古代エジプトのパピルスにも描かれている。死者の書では太陽神ラーの夜の姿「アトゥム・ラー」がネコの姿で描かれ、冥界で蛇の悪魔アペプを毎晩殺すとされた。『フネフェルのパピルス』に描かれたネコはエジプト学者のヤロミール・マレク（英語: Jaromír Málek）によってサーバルと比定されている。
食用とされたり、毛皮が利用されることもある。毛皮は呪術用の羽織とされることもあり、ヒョウの毛皮の代用品とされることもある。部位が薬用になると信じられたり、呪いに用いられることもある。
家畜を襲って大きな被害を出すことはまずないが、ヒツジやヤギの幼獣や家禽を襲うこともあり害獣とみなされることもある。
生息数の推移や後述する分布の拡大などの確実な証拠はないものの、2019年の時点では種として絶滅の危険性は低いと考えられている。獲物がいれば、農地開発などにも適応することがある。湿地開発や野焼き・過放牧などによる生息地の破壊およびそれによる獲物の減少、害獣としての駆除、食用や薬用・毛皮目的の狩猟による影響が懸念されている。一方でウガンダ南西部やガボン・中央アフリカ共和国東部、ナミビア中部・南アフリカ共和国中部や北西部など、新しい産地や再定着したと思われる地域での報告例もある。アフリカ大陸南部では人工的な水場の増設、アフリカ大陸中部では森林伐採によるサバンナの増加などが分布の拡大や定着に影響している可能性がある。1977年にネコ科単位で、ワシントン条約附属書IIに掲載されている。
日本では2020年6月の時点でレプタイルルス・セルヴァルとして特定動物に指定されており、2019年6月には愛玩目的での飼育が禁止された（2020年6月に施行）。

## サバンナキャット
1986年4月7日、サーバルと、イエネコの1品種であるベンガルの交配によって、ハイブリッド種が生み出された。これはサバンナ（英語：Savannah）と命名され、サバンナキャット（英語：Savannah cat）と俗称されるようになった。本種は TICA によって野生動物と認定されているため、アメリカのニューヨーク州、マサチューセッツ州、ハワイ州、ジョージア州の法律では、飼育禁止となっている。大型で性格は外交的。